# Ling Yao
Ling Yao (リン・ヤオ?, Rin Yao) è un personaggio immaginario della serie manga e anime Fullmetal Alchemist, scritto e ideato dalla mangaka Hiromu Arakawa. Appare solo nel manga e nella seconda serie animata, ma non nella prima.
Figlio dell'imperatore di Xing e, quindi, uno dei tanti principi del paese (che è diviso in numerosi "clan", ognuno dei quali ha offerto una moglie all'imperatore), giunge ad Amestris con la sua guardia del corpo, Lan Fan, e col nonno di lei, Foo, imbattendosi poco dopo, per caso, in Ed ed Al. Da allora la ricerca dei due ragazzi sarà sempre in qualche modo incrociata con quella del giovane principe. Anch'egli, infatti, intende trovare la pietra filosofale, in modo da poterla donare al padre in fin di vita ed avere così maggiori possibilità di succedergli rispetto ai suoi numerosi fratelli e sorelle.

## Aspetto e personalità
(Ling Yao a King Bradley.)
Ha solo 15 anni sebbene ne dimostri di più, al punto che in molte occasioni non viene preso sul serio quando dichiara la sua età (anche dallo stesso Ed), e ha gli occhi sottili e quasi sempre socchiusi. Porta i lunghi capelli neri legati in una coda, pettinati con un ciuffo sul lato destro del viso, e ha il fisico piuttosto atletico. Indossa una casacca di colore giallo e un paio di pantaloni chiari dall'inconfondibile stile orientale, così come le scarpe.
Ha uno spiccato senso dell'onore, in quanto si rifiuta di abbandonare i suoi compagni nei momenti più critici, pari al suo appetito costante: non di rado, sia nel manga che nell'anime, Ling viene mostrato intento a consumare interminabili pasti il cui conto fa prontamente saldare a Ed, e sviene ogni volta che si ritrova a digiuno per qualche ora. Appare sempre nei momenti più inaspettati, entrando spesso dalle finestre per piombare negli alberghi dove si trovano Ed e Al e sempre durante conversazioni critiche per dire la sua, tenuto costantemente d'occhio da Lan Fan. Sa essere buffo e avido al tempo stesso, caratteristiche che lo rendono piuttosto ambiguo. La sua lealtà lo rende comunque un alleato affidabile e di notevole importanza per i fratelli Elric.
Nella versione italiana del manga, quando si esprime nella lingua di Amestris viene fatto parlare (come gli altri personaggi provenienti da Xing), scambiando la "R" con la "L".

## Storia

### Il principe venuto da Xing
Giunto ad Amestris, Ling intuisce immediatamente che nel paese c'è qualcosa di strano, ma non riesce a capire bene che cosa di preciso. In seguito si offre di aiutare Ed a catturare un homunculus, così da permettere all'alchimista di porgli delle domande sul segreto dell'apparente immortalità dei nemici, e riesce a mantenere l'impegno, catturando Gluttony. Il successo non è però indolore: Lan Fan, ferita ad un braccio da Wrath durante il combattimento, decide di amputarselo durante la fuga, così che lei e il principe non possano essere rintracciati a causa dell'odore e delle tracce di sangue nel pavimento. In quest'occasione è possibile vedere come l'apparente disinteresse di Ling nei confronti delle sue guardie del corpo non sia reale: nel momento in cui, infatti, ancor prima di amputarsi l'arto, Lan Fan invita il padrone ad andarsene e a lasciarla lì per salvarsi più facilmente, il principe si rifiuta con decisione, in quanto Ling è fermamente convinto che un vero re non abbandoni mai i suoi sudditi. La ragazza sarà in seguito affidata alle cure del dottor Knox.
Nel frattempo Ling ed Ed vengono accidentalmente ingoiati da Gluttony e, dopo aver scoperto in lui un falso portale della verità, riusciranno ad uscire, trovandosi proprio davanti al padre degli homunculus. In questa circostanza, venuto a sapere che tali creature sono alimentate da una pietra filosofale, Ling accetterà di offrire il proprio corpo come involucro per il nuovo Greed, sperando in tal modo d'impadronirsi del segreto dell'immortalità. Dopo l'accaduto Greed, che ha lo stesso carattere, ma non i ricordi del Greed precedente, sembra avere il pieno sopravvento sulla personalità del principe. Edward tuttavia comprende che Ling "è ancora lì dentro" in quanto, dopo aver pronunciato il nome di Lan Fan, vede Greed bloccarsi per pochi secondi, fatto che lascia intendere quali siano i veri sentimenti che il principe prova per la ragazza. Non può comunque fare altro che lasciarlo con gli homunculus nell'attesa di trovare un modo per riportarlo in sé. Ling Yao è solito tenere quasi sempre gli occhi socchiusi, mentre Greed li tiene normalmente aperti.

Da sinistra: in primo piano Ling Yao e Lan Fan, sullo sfondo Winry Rockbell e Scar

### Ling come nuovo Greed
(Ling riesce a tirare fuori da Greed la sua personalità, anche se solamente per un attimo, riuscendo a dire questa frase a King Bradley)
Il nuovo homunculus lavora così per il Padre, fin quando non incontra la chimera Bido. Nonostante questi gli spieghi che lui e Greed erano amici, il nuovo Greed non si ricorda di lui e lo uccide per eseguire il suo compito di eliminare gli intrusi. Vedendolo morire, però, i ricordi del Greed precedente tornano nella sua mente, creandogli grande confusione. L'anima di Ling, rinchiusa nel suo corpo, è in grado di parlare a quella di Greed, e gli rinfaccia di aver tradito i suoi amici. Greed perde il controllo ed attacca King Bradley, per poi ritirarsi. Ling riesce momentaneamente a riprendere il controllo del proprio corpo, e trova Edward. Non potendo più ripresentarsi dal Padre, Greed accetta l'alleanza di Edward e delle due chimere con lui, a patto di essere lui il capo e si reca con loro a Resembool, per poi ripartire alla volta di Central City.
Quando il gruppo si scontra con Gluttony e Pride, non essendo in grado di combattere al buio, per un breve tempo Greed lascia il controllo del corpo a Ling, che è in grado di sentire e seguire il "ki" degli homunculus.
Approfittando poi del fatto che a Central City sono rimasti solo Sloth e il Padre, abbandona il resto del gruppo per recarvisi da solo, e combatte King Bradley quando quest'ultimo, sopravvissuto all'attentato di Mustang e Grumman, arriva alle porte del quartier generale. Durante lo scontro, viene raggiunto da Lan Fan, Foo, e dai soldati di Briggs: Foo e Buccaneer vengono ridotti in fin di vita da Wrath prima che quest'ultimo precipiti nel fossato attorno al quartier generale. Impossibilitato a salvarli in mancanza di un medico alchimista nelle vicinanze, Ling si rende conto che la sua immortalità non ha alcun valore se gli altri muoiono comunque intorno a lui, e decide di aiutare i soldati di Briggs a mantenere il controllo dell'entrata, raccogliendo le ultime volontà di Buccaneer e combattendo con i poteri di Greed. Nella battaglia finale, poco prima di morire, il Padre riassorbe a sé e uccide Greed, che si separa definitivamente così dal corpo di Ling. Egli ritorna a Xing con una pietra filosofale, accompagnato da Lan Fan e May Chang, promettendo alla ragazzina di proteggere anche il suo clan. Due anni dopo, è già divenuto imperatore di Xing a tutti gli effetti.

## Abilità

### Ling Yao
Come tutti i personaggi venuti da Xing, Ling possiede lo strano potere di sentire l'anima di un essere umano. Questa capacità, mai chiarita maggiormente durante la serie gli permette di identificare con facilità gli homunculus (che avendo un nucleo costituito dalla pietra filosofale sono effettivamente dotati di più anime). Ling ha dimostrato di saper "sentire" la presenza di una persona artificiale in avvicinamento e di riuscire a determinare l'identità di Envy anche qualora questi sia sotto mentite spoglie.
Tale potere si manifesta come una sensazione spaventosa e agghiacciante che cresce d'intensità a seconda della quantità di anime prigioniere del corpo dell'homunculus.
Oltre alla suddetta capacità, Ling possiede anche un'insospettabile abilità nel combattimento: pur essendo così giovane è infatti in grado di tenere testa a King Bradley usando l'astuzia e la sciabola che porta sempre con sé proteggendo Lan Fan al tempo stesso. In seguito, riesce persino a catturare Gluttony con uno stratagemma, e, combattendo contro Envy, getta della terra nei suoi occhi mettendolo temporaneamente al tappeto, giustificando le sue azioni con il fatto che ha dovuto fin da piccolo imparare a difendere la sua vita dagli attacchi di coloro che hanno tentato più volte di ucciderlo per via del suo rango.

### Greed
Con l'infusione nel suo corpo della Pietra Filosofale, Ling acquisisce le capacità e la coscienza del precedente Greed. Guadagnando perfino l'abilità caratteristica dell'homunculus: il potere di modificare la forza dei legami degli atomi di carbonio nel suo corpo, creando una vera e propria corazza indistruttibile; le uniche pecche nella sua difesa sono che non è in grado di rigenerarsi e proteggersi allo stesso tempo, e che il carbonio che ricopre il suo corpo può benissimo essere trasmutato in modo tale da cambiare la sua durezza e la sua densità (basti pensare alla differenza tra un diamante e la mina di una matita, entrambi composti da carbonio).
Come l'originale Greed, Ling non ama mostrarsi nella sua vera forma (lo si vede completamente corazzato solo in un'occasione) e per questo attiva il suo scudo solo parzialmente rivestendosi spesso gli arti, le mani e gli avambracci. Che così accessoriati sono un'ottima sostituzione per la sua spada. Le già impressionanti abilità fisiche di Ling unite al potere datogli da Greed riparano alle pecche della precedente versione dell'homunculus che infatti si presenta molto più agile e veloce, di gran lunga più di Envy e di King Bradley, difatti in un secondo scontro che vede protagonisti i due riesce a ferire l'occhio perfetto del vecchio precisando che ciò è riuscito a farlo grazie al supporto e sacrificio di Buccanier e Fuu non cadendo nuovamente nelle sue trappole e riuscendo così a riscattare la sua precedente sconfitta (e morte).
Infine, proprio come ogni altro homunculus, diviene virtualmente immortale e capace di rigenerare qualsiasi ferita.